# 埃塔隆德
埃塔隆德（法語：Étalondes，法語發音：[etalɔ̃d]）是法国滨海塞纳省的一个市镇，属于迪耶普区。

## 地理
埃塔隆德（50°1'49"N, 1°23'9"E）面积4.63 平方千米，位于法国诺曼底大区滨海塞纳省，该省份为法国北部沿海省份，其西部及北部濒大西洋英吉利海峡，东起顺时针与索姆省、瓦兹省、厄尔省和卡爾瓦多斯省接壤。
与埃塔隆德接壤的市镇（或旧市镇、城区）包括：厄镇、弗洛克、勒特雷波爾。

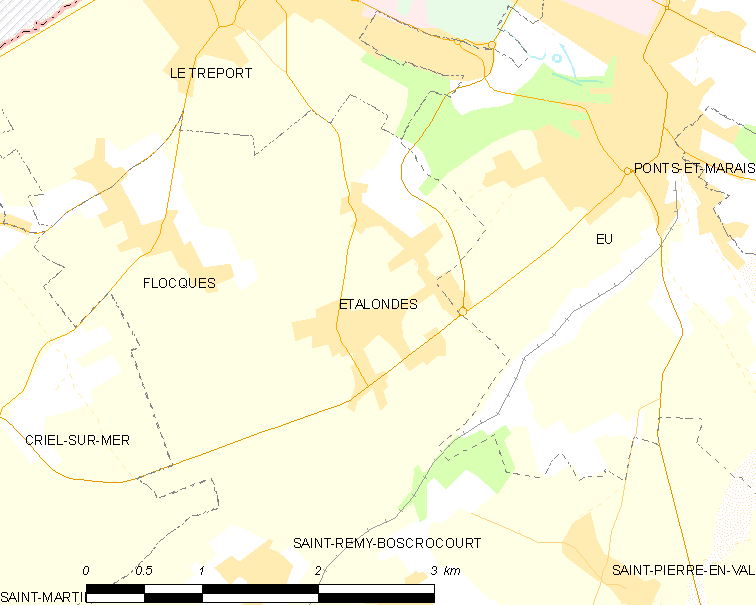
埃塔隆德的OSM定位图

埃塔隆德的时区为UTC+01:00、UTC+02:00（夏令时）。

## 行政
埃塔隆德的邮政编码为76260，INSEE市镇编码为76252。

## 政治
埃塔隆德所属的省级选区为厄镇县。

## 人口

1962-2008年间埃塔隆德人口变化图示

埃塔隆德于2022年1月1日时的人口数量为1071人。